# Saison 1999-2000 de la LIH
Saison précédente Saison suivante
La saison 1999-2000 est la 55e saison de la Ligue internationale de hockey. Les Wolves de Chicago remportent la Coupe Turner en battant les Griffins de Grand Rapids en série éliminatoire.

## Saison régulière
La ligue passe de 16 à 13 équipes avant le début de la saison régulière : après 26 années d'existence, les Thunder de Las Vegas cessent leurs activités alors que les Komets de Fort Wayne sont transférés dans la United Hockey League et que les Ice d'Indianapolis quittent pour leur part pour rejoindre la Ligue centrale de hockey.
Avec la baisse du nombre d'équipe dans la ligue, cette dernière laisse tomber le principe de classement par division. Ainsi, les équipes ne seront que divisé en deux associations, l'est et l'ouest.

### Classement de la saison régulière
| Clt   | Équipe                   | PJ | V  | D  | DP | BP  | BC  | Pts |
| ----- | ------------------------ | -- | -- | -- | -- | --- | --- | --- |
| +001, | Griffins de Grand Rapids | 82 | 51 | 22 | 9  | 254 | 200 | 111 |
| +002, | Solar Bears d'Orlando    | 82 | 47 | 23 | 12 | 250 | 202 | 106 |
| +003, | Cyclones de Cincinnati   | 82 | 44 | 30 | 8  | 244 | 246 | 96  |
| +004, | Lumberjacks de Cleveland | 82 | 40 | 30 | 12 | 225 | 238 | 92  |
| +005, | Admirals de Milwaukee    | 82 | 37 | 36 | 9  | 222 | 246 | 83  |
| +006, | K-Wings du Michigan      | 82 | 33 | 37 | 12 | 178 | 223 | 78  |
| +007, | Vipers de Détroit        | 82 | 22 | 52 | 8  | 163 | 277 | 52  |

| Clt   | Équipe                 | PJ | V  | D  | DP | BP  | BC  | Pts |
| ----- | ---------------------- | -- | -- | -- | -- | --- | --- | --- |
| +001, | Wolves de Chicago      | 82 | 53 | 21 | 8  | 114 | 270 | 228 |
| +002, | Grizzlies de l'Utah    | 82 | 45 | 25 | 12 | 265 | 220 | 102 |
| +003, | Aeros de Houston       | 82 | 44 | 29 | 9  | 219 | 197 | 97  |
| +004, | Ice Dogs de Long Beach | 82 | 44 | 31 | 7  | 234 | 216 | 95  |
| +005, | Moose du Manitoba      | 82 | 37 | 31 | 14 | 227 | 237 | 88  |
| +006, | Blades de Kansas City  | 82 | 36 | 37 | 9  | 249 | 270 | 81  |

- Qualifiés pour les quarts de finale
- Qualifiés pour les huitièmes de finale

### Meilleurs pointeurs
| Joueur         | Équipe       | PJ | B  | A  | Pts |
| -------------- | ------------ | -- | -- | -- | --- |
| Steve Maltais  | Chicago      | 82 | 44 | 46 | 90  |
| Steve Larouche | Chicago      | 82 | 31 | 57 | 88  |
| David Ling     | Kansas City  | 82 | 35 | 48 | 83  |
| Gilbert Dionne | Cincinnati   | 81 | 34 | 49 | 83  |
| Jarrod Skalde  | Utah         | 77 | 25 | 54 | 79  |
| Mark Beaufait  | Orlando      | 78 | 28 | 50 | 78  |
| Dave Chyzowski | Kansas City  | 81 | 37 | 33 | 70  |
| Brett Harkins  | Cleveland    | 76 | 20 | 50 | 70  |
| cMichel Picard | Grand Rapids | 65 | 33 | 35 | 68  |
| Todd Simon     | Cincinnati   | 71 | 19 | 48 | 67  |

## Séries éliminatoires
|  | Huitièmes de finale   | Huitièmes de finale      | Huitièmes de finale      |                          |   | Quart de finale | Quart de finale | Quart de finale |  |    | Demi-finales             | Demi-finales | Demi-finales             |   |  | Finale | Finale | Finale |
|  |                       |                          |                          |                          |   |                 |                 |                 |  |    |                          |              |                          |   |  |        |        |        |
|  |                       |                          |                          |                          |   |                 |                 |                 |  |    |                          |              |                          |   |  |        |        |        |
|  |                       | E1                       | Griffins de Grand Rapids | 4                        |   |                 |                 |                 |  |    |                          |              |                          |   |  |        |        |        |
|  |                       |                          |                          | 4                        |   |                 |                 |                 |  |    |                          |              |                          |   |  |        |        |        |
|  |                       |                          | E4                       | Lumberjacks de Cleveland | 2 |                 |                 |                 |  |    |                          |              |                          |   |  |        |        |        |
|  | E4                    | Lumberjacks de Cleveland | E4                       | Lumberjacks de Cleveland | 2 | 2               |                 |                 |  |    |                          |              |                          |   |  |        |        |        |
|  | E4                    | Lumberjacks de Cleveland |                          |                          |   | 2               |                 |                 |  |    |                          |              |                          |   |  |        |        |        |
|  | E5                    | Admirals de Milwaukee    | 1                        |                          |   |                 |                 |                 |  |    |                          |              |                          |   |  |        |        |        |
|  | E5                    | Admirals de Milwaukee    | 1                        |                          |   |                 |                 |                 |  | E1 | Griffins de Grand Rapids | 4            |                          |   |  |        |        |        |
|  | Conférence de l'Est   |                          |                          |                          |   |                 |                 |                 |  | E1 | Griffins de Grand Rapids | 4            |                          |   |  |        |        |        |
|  |                       | E3                       | Cyclones de Cincinnati   | 1                        |   |                 |                 |                 |  |    |                          |              |                          |   |  |        |        |        |
|  |                       | E3                       | Cyclones de Cincinnati   | 1                        |   |                 |                 |                 |  |    |                          |              |                          |   |  |        |        |        |
|  |                       |                          |                          |                          |   |                 |                 |                 |  |    |                          |              |                          |   |  |        |        |        |
|  |                       |                          |                          |                          |   |                 |                 |                 |  |    |                          |              |                          |   |  |        |        |        |
|  |                       | E2                       | Solar Bears d'Orlando    | 2                        |   |                 |                 |                 |  |    |                          |              |                          |   |  |        |        |        |
|  |                       |                          |                          | 2                        |   |                 |                 |                 |  |    |                          |              |                          |   |  |        |        |        |
|  |                       |                          | E3                       | Cyclones de Cincinnati   | 4 |                 |                 |                 |  |    |                          |              |                          |   |  |        |        |        |
|  |                       |                          | E3                       | Cyclones de Cincinnati   | 4 |                 |                 |                 |  |    |                          |              |                          |   |  |        |        |        |
|  |                       |                          |                          |                          |   |                 |                 |                 |  |    |                          |              |                          |   |  |        |        |        |
|  |                       |                          |                          |                          |   |                 |                 |                 |  |    |                          |              |                          |   |  |        |        |        |
|  |                       |                          |                          |                          |   |                 |                 |                 |  |    |                          | E1           | Griffins de Grand Rapids | 2 |  |        |        |        |
|  |                       |                          |                          |                          |   |                 |                 |                 |  |    |                          |              |                          |   |  |        |        |        |
|  |                       | O2                       | Wolves de Chicago        | 4                        |   |                 |                 |                 |  |    |                          |              |                          |   |  |        |        |        |
|  |                       | O2                       | Wolves de Chicago        | 4                        |   |                 |                 |                 |  |    |                          |              |                          |   |  |        |        |        |
|  |                       |                          |                          |                          |   |                 |                 |                 |  |    |                          |              |                          |   |  |        |        |        |
|  |                       |                          |                          |                          |   |                 |                 |                 |  |    |                          |              |                          |   |  |        |        |        |
|  |                       | O1                       | Wolves de Chicago        | 4                        |   |                 |                 |                 |  |    |                          |              |                          |   |  |        |        |        |
|  |                       |                          |                          | 4                        |   |                 |                 |                 |  |    |                          |              |                          |   |  |        |        |        |
|  |                       |                          | O4                       | Ice Dogs de Long Beach   | 0 |                 |                 |                 |  |    |                          |              |                          |   |  |        |        |        |
|  | O4                    | Ice Dogs de Long Beach   | O4                       | Ice Dogs de Long Beach   | 0 | 2               |                 |                 |  |    |                          |              |                          |   |  |        |        |        |
|  | O4                    | Ice Dogs de Long Beach   |                          |                          |   | 2               |                 |                 |  |    |                          |              |                          |   |  |        |        |        |
|  | O5                    | Moose du Manitoba        | 0                        |                          |   |                 |                 |                 |  |    |                          |              |                          |   |  |        |        |        |
|  | O5                    | Moose du Manitoba        | 0                        |                          |   |                 |                 |                 |  | O1 | Wolves de Chicago        | 4            |                          |   |  |        |        |        |
|  | Conférence de l'Ouest |                          |                          |                          |   |                 |                 |                 |  | O1 | Wolves de Chicago        | 4            |                          |   |  |        |        |        |
|  |                       | O3                       | Aeros de Houston         | 2                        |   |                 |                 |                 |  |    |                          |              |                          |   |  |        |        |        |
|  |                       | O3                       | Aeros de Houston         | 2                        |   |                 |                 |                 |  |    |                          |              |                          |   |  |        |        |        |
|  |                       |                          |                          |                          |   |                 |                 |                 |  |    |                          |              |                          |   |  |        |        |        |
|  |                       |                          |                          |                          |   |                 |                 |                 |  |    |                          |              |                          |   |  |        |        |        |
|  |                       | O2                       | Grizzlies de l'Utah      | 1                        |   |                 |                 |                 |  |    |                          |              |                          |   |  |        |        |        |
|  |                       |                          |                          | 1                        |   |                 |                 |                 |  |    |                          |              |                          |   |  |        |        |        |
|  |                       |                          | O3                       | Aeros de Houston         | 4 |                 |                 |                 |  |    |                          |              |                          |   |  |        |        |        |
|  |                       |                          | O3                       | Aeros de Houston         | 4 |                 |                 |                 |  |    |                          |              |                          |   |  |        |        |        |
|  |                       |                          |                          |                          |   |                 |                 |                 |  |    |                          |              |                          |   |  |        |        |        |

### Huitième de finale
Les Cyclones de Cincinnati, les Aeros de Houston, les Wolves de Chicago, les Solar Bears d'Orlando, les Grizzlies de l'Utah et les Griffins de Grand Rapids obtiennent un laissez-passer pour les quarts de finale.

#### Cleveland contre Milwaukee
| Date     | Visiteur  | Pointage | Receveur  |
| -------- | --------- | -------- | --------- |
| 21 avril | Cleveland | 2-1 (P)  | Milwaukee |
| 22 avril | Milwaukee | 5-4 (P)  | Cleveland |
| 24 avril | Milwaukee | 2-5      | Cleveland |

Les Lumberjacks de Cleveland remportent la série 2 à 1.

#### Long Beach contre Manitoba
| Date     | Visiteur   | Pointage | Receveur   |
| -------- | ---------- | -------- | ---------- |
| 19 avril | Long Beach | 5-2      | Manitoba   |
| 21 avril | Manitoba   | 2-3 (P)  | Long Beach |

Les Ice Dogs de Long Beach remportent la série 2 à 0.

### Quarts de finale

#### Grand Rapids contre Cleveland
| Date     | Visiteur     | Pointage | Receveur     |
| -------- | ------------ | -------- | ------------ |
| 26 avril | Cleveland    | 2-1 (P)  | Grand Rapids |
| 27 avril | Cleveland    | 0-2      | Grand Rapids |
| 30 avril | Grand Rapids | 4-3      | Cleveland    |
| 2 mai    | Grand Rapids | 4-1      | Cleveland    |
| 4 mai    | Cleveland    | 2-0      | Grand Rapids |
| 7 mai    | Grand Rapids | 5-2      | Cleveland    |

Les Griffins de Grand Rapids remportent la série 4 à 2.

#### Orlando contre Cincinnati
| Date     | Visiteur   | Pointage | Receveur   |
| -------- | ---------- | -------- | ---------- |
| 26 avril | Cincinnati | 5-1      | Orlando    |
| 28 avril | Cincinnati | 1-2 (P)  | Orlando    |
| 29 avril | Orlando    | 0-5      | Cincinnati |
| 1er mai  | Orlando    | 5-6 (P)  | Cincinnati |
| 3 mai    | Orlando    | 3-1      | Cincinnati |
| 6 mai    | Cincinnati | 1-0      | Orlando    |

Les Cyclones de Cincinnati remportent la série 4 à 2.

#### Chicago contre Long Beach
| Date     | Visiteur   | Pointage | Receveur   |
| -------- | ---------- | -------- | ---------- |
| 26 avril | Long Beach | 1-3      | Chicago    |
| 28 avril | Long Beach | 1-4      | Chicago    |
| 1er mai  | Chicago    | 5-1      | Long Beach |
| 3 mai    | Chicago    | 4-1      | Long Beach |

Les Wolves de Chicago remportent la série 4 à 0.

#### Utah contre Houston
| Date     | Visiteur | Pointage | Receveur |
| -------- | -------- | -------- | -------- |
| 25 avril | Houston  | 1-2      | Utah     |
| 28 avril | Houston  | 3-0      | Utah     |
| 29 avril | Utah     | 0-1 (P)  | Houston  |
| 1er mai  | Utah     | 1-3      | Houston  |
| 3 mai    | Houston  | 3-2      | Utah     |

Les Aeros de Houston remportent la série 4 à 1.

### Demi-finales

#### Grand Rapids contre Cincinnati
| Date   | Visiteur     | Pointage | Receveur     |
| ------ | ------------ | -------- | ------------ |
| 12 mai | Cincinnati   | 2-1      | Grand Rapids |
| 13 mai | Cincinnati   | 3-4      | Grand Rapids |
| 19 mai | Grand Rapids | 10-1     | Cincinnati   |
| 20 mai | Grand Rapids | 4-1      | Cincinnati   |
| 23 mai | Cincinnati   | 1-6      | Grand Rapids |

Les Griffins de Grand Rapids remportent la série 4 à 1.

#### Chicago contre Houston
| Date   | Visiteur | Pointage | Receveur |
| ------ | -------- | -------- | -------- |
| 10 mai | Houston  | 5-0      | Chicago  |
| 14 mai | Houston  | 4-1      | Chicago  |
| 16 mai | Chicago  | 6-4      | Houston  |
| 19 mai | Chicago  | 2-0      | Houston  |
| 21 mai | Houston  | 2-4      | Chicago  |
| 23 mai | Chicago  | 3-2      | Houston  |

Les Wolves de Chicago remportent la série 4 à 2.

### Finale
| Date     | Visiteur     | Pointage | Receveur     |
| -------- | ------------ | -------- | ------------ |
| 26 mai   | Grand Rapids | 3-4 (P)  | Chicago      |
| 28 mai   | Grand Rapids | 0-4      | Chicago      |
| 30 mai   | Chicago      | 3-5      | Grand Rapids |
| 1er juin | Chicago      | 5-3      | Grand Rapids |
| 3 juin   | Grand Rapids | 6-4      | Chicago      |
| 5 juin   | Chicago      | 3-1      | Grand Rapids |

Les Wolves de Chicago remportent la série 4 à 2.

## Trophées remis
- Collectifs :
  - Coupe Turner (champion des séries éliminatoires) : Wolves de Chicago.
  - Trophée Fred-A.-Huber (champion de la saison régulière) : Wolves de Chicago.
- Individuels :
  - Trophée du commissaire (meilleur entraîneur) : Guy Charron, Griffins de Grand Rapids.
  - Trophée Leo-P.-Lamoureux (meilleur pointeur) : Steve Maltais, Wolves de Chicago.
  - Trophée James-Gatschene (MVP) : Frédéric Chabot, Aeros de Houston et Nikolaï Khabibouline, Ice Dogs de Long Beach.
  - Trophée N.-R.-« Bud »-Poile (meilleur joueur des séries) : Andreï Trefilov, Wolves de Chicago.
  - Trophée Garry-F.-Longman (meilleur joueur recrue) : Nils Ekman, Ice Dogs de Long Beach.
  - Trophée Ken-McKenzie (meilleur recrue américaine) : Andrew Berenzweig, Admirals de Milwaukee.
  - Trophée Larry-D.-Gordon (meilleur défenseur) : Brett Hauer, Moose du Manitoba.
  - Trophée James-Norris (gardien ayant la plus faible moyenne de buts alloués) : Frédéric Chabot, Aeros de Houston.
  - Trophée John-Cullen (meilleur retour au jeu) : Steve Larouche, Wolves de Chicago.
  - Ironman Award (durabilité/longévité) : Steve Maltais, Wolves de Chicago.
  - Homme de l'année en LIH (implication dans sa communauté) : Pat MacLeod, Cyclones de Cincinnati.